# Günther Heidemann
Günther Otto Heidemann (ur. 21 października 1932 w Berlinie, zm. 15 marca 2010 tamże) – niemiecki pięściarz, uczestnik igrzysk olimpijskich w 1952 w Helsinkach. Był związany z klubem Neuköllner Sportfreunde. Z zawodu murarz, trenował bokserów w klubie.

## Kariera sportowa
Na igrzyskach wziął udział w turnieju w wadze półśredniej. W pierwszej rundzie wygrał z Węgrem Pálem Budaiem, następnie znokautował Rumuna Nicolae Lincę. W ćwierćfinale wygrał z Holendrem Moosem Linnemanem. W półfinale przegrał z Polakiem Zygmuntem Chychłą. 
Przegrał z Chychłą w ćwierćfinale podczas mistrzostw Europy w Warszawie 1953. Na kolejnych  mistrzostwach Europy w 1955 w Berlinie Zachodnim przegrał w ćwierćfinale z późniejszym mistrzem Nicholasem Gargano z Anglii.
Był mistrzem RFN w wadze półśredniej w 1952 i 1955.